# دینشتوایلر
دینشتوایلر (به آلمانی: Dienstweiler) یک شهر در آلمان است که در بیرکنفلد واقع شده‌است. دینشتوایلر ۳۰۳ نفر جمعیت دارد.